# Fess Williams

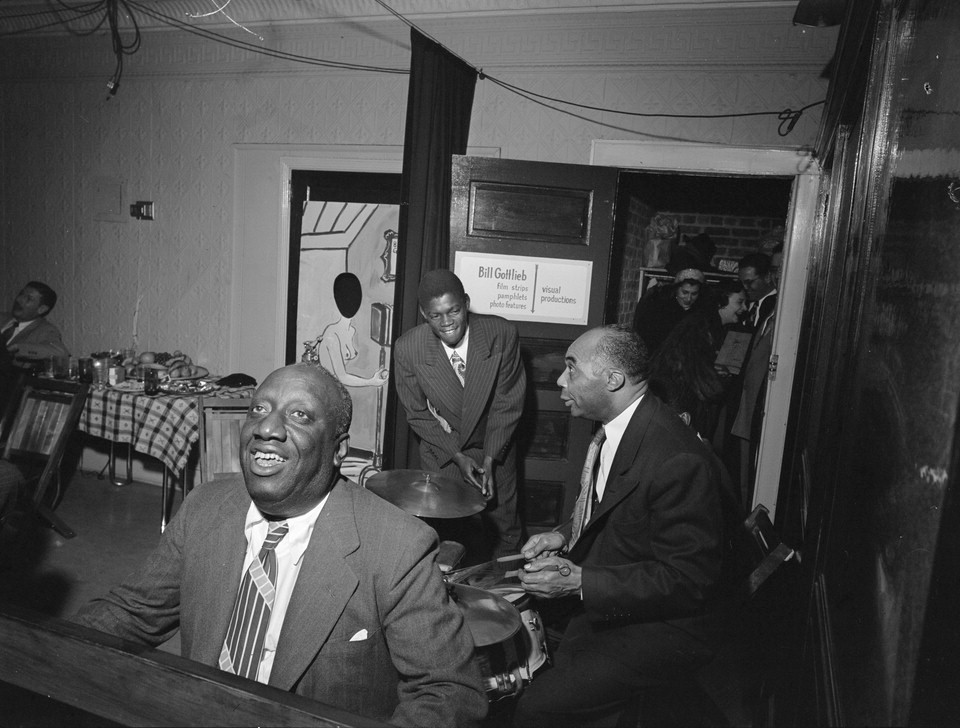
Fess Williams (midden), met James P. Johnson achter de piano, ca. 1948 (foto: William Gottlieb).

Stanley "Fess" Williams (Danville, 10 april 1894 – New York, 17 december 1975) was een Amerikaanse jazz-klarinettist, -altsaxofonist en -bandleider. Hij was populair in de jaren twintig.

## Biografie
Williams (ook bijgenaamd de Professor) leerde als kind viool spelen, maar stapte later over op de klarinet. Hij studeerde aan de Tuskegee University en na zijn studie had hij al snel een eigen groep, waarmee hij van 1919 tot 1923 in Cincinnati optrad. Hij speelde bij Ollie Powers en kwam in 1923 weer met een nieuwe groep, waarmee hij het variété-duo Dave and Tressie begeleidde. In New York leidde hij in 1924 een trio en speelde hij met een groep in de Rosemont Ballroom (tot februari 1926). In 1926 formeerde hij zijn band Fess Williams and His Royal Flush Orchestra die hotjazz speelde. De groep speelde tijdens de opening van Savoy Ballroom in Harlem en zou daar bijna twee jaar werken. Als hij optrad verscheen Williams altijd in een wit pak en met een hoge hoed op. De zang kwam van onder meer Frankie Marvin en Lawrence Dixon, maar Williams zong zelf ook. De band maakte tevens platen, voor labels als Gennett Records en Okeh Records (1925-1926), Vocalion (1927) en Victor (1929-1930): "Friction", "Here 'Tis" en bijvoorbeeld zijn grootste hit "Hot Town".
In 1928 leidde hij in Chicago ook tijdelijk het orkest van Dave Payton. Hij noemde deze band Fess Williams and His Joy Boys en maakte hiermee enkele opnames. Zijn Royal Flush Orchestra bleef in die tijd actief: Williams keerde in 1929 naar de groep terug. Het orkest nam in 1930 voor het laatst enkele nummers op. Hierna bleef hij actief als bandleider, maar zijn muziek was al wat gedateerd en het publiek liet het afweten. Uiteindelijk stapte Williams uit de muziekwereld en ging hij zich bezighouden met onroerend goed. Later was hij ook werkzaam bij de vakbond voor musici in New York, tot 1964.

## Familie
Williams kwam uit een muzikale familie (zijn broer Rudolph speelde ook saxofoon en klarinet) en hij kreeg ook muzikale kinderen: Rudy en Phil werden saxofonist, dochter Estella werd een zangeres en pianiste. Williams was ook een oom van bassist en bandleider Charles Mingus. In 1962 haalde Mingus zijn oom kort uit de anonimiteit door hem te laten spelen tijdens zijn Town Hall Concert. Hij kwam met een groep bestaande uit vroegere bandleden en enkele musici uit de band van Mingus, waaronder Eric Dolphy. Williams' bijdrage is echter nooit op de plaat verschenen.

## Discografie
- Pre-Victors: The Complete Set 1925-1927, Retrieval Recordings, 2007
- Fess Williams: 1926-1930, Jazz Oracle, 2003